# Christophe Ohrel
Christophe Ohrel est un joueur de football franco-suisse né le 7 avril 1968 à Saint-Dié (France). Il évolue durant sa carrière au poste de défenseur.

## Biographie
Il participe à la Coupe du monde 1994 avec l'équipe de Suisse. Il dispute 4 matchs lors de ce mondial : un face aux États-Unis, un autre face à la Roumanie, un autre face à la Colombie et enfin un dernier contre l'Espagne. La Suisse est éliminée au stade des huitièmes de finale.

## Statistiques
| Saison  | Club              | Pays   | Matchs | Buts |
| ------- | ----------------- | ------ | ------ | ---- |
| 1986/87 | FC Lausanne-Sport | Suisse | 0      | 0    |
| 1987/88 | FC Lausanne-Sport | Suisse | 10     | 1    |
| 1988/89 | FC Lausanne-Sport | Suisse | 31     | 3    |
| 1989/90 | FC Lausanne-Sport | Suisse | 34     | 1    |
| 1990/91 | FC Lausanne-Sport | Suisse | 30     | 1    |
| 1991/92 | FC Lausanne-Sport | Suisse | 31     | 1    |
| 1992/93 | Servette FC       | Suisse | 31     | 2    |

## Palmarès
- 56 sélections et 6 buts en équipe de Suisse entre 1991 et 1997
- Champion de Suisse en 1994 avec le Servette FC
- Vainqueur de la Coupe de Suisse en 1998 et 1999 avec le FC Lausanne-Sport
- Finaliste de la Coupe de Suisse en 2000 avec le FC Lausanne-Sport